# Karlík
Karlík település Csehországban, Nyugat-prágai járásban. Karlík Mořinka, Dobřichovice, Vonoklasy, Roblín és Lety településekkel határos. Lakosainak száma 487 fő (2024. január 1.).

## Népesség
A település lakosságának változását az alábbi diagram mutatja:
| Lakosok száma | 112  | 134  | 112  | 201  | 220  | 274  | 540  | 547  | 488  | 487  |
|               | 1869 | 1890 | 1921 | 1950 | 1980 | 2001 | 2017 | 2019 | 2022 | 2024 |